# Eleccions municipals de 2015 a Madrid
Les eleccions municipals de 2015 es van celebrar a Madrid el diumenge, 24 de maig, d'acord amb el Reial Decret de convocatòria d'eleccions locals a Espanya realitzat el 30 de març de 2015 i publicat al Butlletí Oficial de l'Estat el dia 31 de març. Es van triar els 57 regidors del ple de l'Ajuntament de Madrid, a través d'un sistema proporcional (fórmula D'Hondt), amb llistes tancades i una barrera electoral del 5%.

## Resultats
La candidatura del Partit Popular encapçalada per Esperanza Aguirre, va obtenir una majoria simple de 21 regidors, per 20 regidors de la candidatura d'Ara Madrid encapçalada per Manuela Carmena, 9 de la llista del Partit Socialista Obrer Espanyol encapçalada per Antonio Miguel Carmona i 7 de la candidatura de Ciutadans, encapçalada per Begoña Villacís. Esquerra Unida-Comunitat de Madrid i Unió Progrés i Democràcia van perdre la representació que van obtenir en els anteriors comicis de 2011.
| Candidatura                                              | Candidatura                                              | Vots      | %                     | Regidors              |
| -------------------------------------------------------- | -------------------------------------------------------- | --------- | --------------------- | --------------------- |
|                                                          | Partit Popular (PP)                                      | 564.154   | 34,57                 | 21                    |
|                                                          | Ara Madrid                                               | 519.721   | 31,84                 | 20                    |
|                                                          | Partit Socialista Obrer Espanyol (PSOE)                  | 249.286   | 15,27                 | 9                     |
|                                                          | Ciutadans-Partit de la Ciutadania (C's)                  | 186.487   | 11,43                 | 7                     |
| Unió Progrés i Democràcia (UPyD)                         | Unió Progrés i Democràcia (UPyD)                         | 29.812    | 1,83                  | 0                     |
| Esquerra Unida Comunitat de Madrid-Els Verds (IUCM-LV)   | Esquerra Unida Comunitat de Madrid-Els Verds (IUCM-LV)   | 27.651    | 1,69                  | 0                     |
| Vox (Vox)                                                | Vox (Vox)                                                | 9.867     | 0,60                  | 0                     |
| Partit Animalista Contra el Maltractament Animal (PACMA) | Partit Animalista Contra el Maltractament Animal (PACMA) | 9.599     | 0,59                  | 0                     |
| Els Verds-Grup Verd (LV-GV)                              | Els Verds-Grup Verd (LV-GV)                              | 5.409     | 0,33                  | 0                     |
| Ciutadans Lliures Units (CILUS)                          | Ciutadans Lliures Units (CILUS)                          | 2.512     | 0,15                  | 0                     |
| Falange Espanyola de les JONS (FE de las JONS)           | Falange Espanyola de les JONS (FE de las JONS)           | 2.089     | 0,13                  | 0                     |
| Escons en Blanc (EB)                                     | Escons en Blanc (EB)                                     | 1.895     | 0,12                  | 0                     |
| La Coalició Nacional (LCN)                               | La Coalició Nacional (LCN)                               | 1.259     | 0,08                  | 0                     |
| Partit Comunista dels Pobles d'Espanya (PCPE)            | Partit Comunista dels Pobles d'Espanya (PCPE)            | 1.226     | 0,08                  | 0                     |
| Partit Humanista (PH)                                    | Partit Humanista (PH)                                    | 1.015     | 0,06                  | 0                     |
| Alternativa Espanyola (AES)                              | Alternativa Espanyola (AES)                              | 998       | 0,06                  | 0                     |
| Partido Multicultural per la Justícia Social (MJS)       | Partido Multicultural per la Justícia Social (MJS)       | 789       | 0,05                  | 0                     |
| Partit Libertari (P-LIB)                                 | Partit Libertari (P-LIB)                                 | 617       | 0,04                  | 0                     |
| Solidaritat i Autogestió Internacionalista (SAIn)        | Solidaritat i Autogestió Internacionalista (SAIn)        | 543       | 0,03                  | 0                     |
| Partit Socialista Obrer Internacionalista (POSI)         | Partit Socialista Obrer Internacionalista (POSI)         | 528       | 0,03                  | 0                     |
| Partido Castellano-Tierra Comunera-Pacto (PCAS-TC-PACTO) | Partido Castellano-Tierra Comunera-Pacto (PCAS-TC-PACTO) | 490       | 0,03                  | 0                     |
| Unió per Leganés (ULEG)                                  | Unió per Leganés (ULEG)                                  | 270       | 0,02                  | 0                     |
| Vots en blanc                                            | Vots en blanc                                            | 15.825    | 0,97                  | n/a                   |
| Vots vàlids                                              | Vots vàlids                                              | 1.632.042 | 100,00                | 57                    |
| Vots nuls                                                | Vots nuls                                                | 12.051    | Participació: 68,90 % | Participació: 68,90 % |
| Votants                                                  | Votants                                                  | 1.644.093 | Participació: 68,90 % | Participació: 68,90 % |
| Electors                                                 | Electors                                                 | 2.386.120 | Participació: 68,90 % | Participació: 68,90 % |

## Regidors electes

Candidatura més votada per districte:
Partit Popular
Ahora Madrid

Relació de regidors proclamats electes:
| No. | Nom                                      | Llista | Llista      |
| --- | ---------------------------------------- | ------ | ----------- |
| 1   | Esperanza Aguirre Gil de Biedma          |        | PP          |
| 2   | Manuela Carmena Castrillo                |        | AhoraMadrid |
| 3   | Íñigo Henríquez de Luna Losada           |        | PP          |
| 4   | Ignacio Murgui Parra                     |        | AhoraMadrid |
| 5   | Antonio Miguel Carmona Sancipriano       |        | PSOE        |
| 6   | José Luis Martínez-Almeida Navasqüés     |        | PP          |
| 7   | Begoña Villacís Sánchez                  |        | C's         |
| 8   | Inés Sabanés Nadal                       |        | AhoraMadrid |
| 9   | Alicia Delibes Liniers                   |        | PP          |
| 10  | Mauricio Valiente Ots                    |        | AhoraMadrid |
| 11  | Purificación Causapié Lopesino           |        | PSOE        |
| 12  | María Inmaculada Sanz Otero              |        | PP          |
| 13  | Rita Maestre Fernández                   |        | AhoraMadrid |
| 14  | Percival Peter Manglano Albacar          |        | PP          |
| 15  | Miguel Ángel Redondo Rodríguez           |        | C's         |
| 16  | Pablo César Carmona Pascual              |        | AhoraMadrid |
| 17  | Julio Ramsés Pérez Boga                  |        | PSOE        |
| 18  | Fernando Martínez Vidal                  |        | PP          |
| 19  | Marta María Higueras Garrobo             |        | AhoraMadrid |
| 20  | Beatriz María Elorriaga Pisarik          |        | PP          |
| 21  | Pablo Soto Bravo                         |        | AhoraMadrid |
| 22  | Isabel Rosell Volart                     |        | PP          |
| 23  | María de las Mercedes González Fernández |        | PSOE        |
| 24  | Sofía Miranda Esteban                    |        | C's         |
| 25  | Celia Mayer Duque                        |        | AhoraMadrid |
| 26  | José Luis Moreno Casas                   |        | PP          |
| 27  | Jorge García Castaño                     |        | AhoraMadrid |
| 28  | Pablo Cavero Martínez de Campos          |        | PP          |
| 29  | Ignacio de Benito Pérez                  |        | PSOE        |
| 30  | Marta Gómez Lahoz                        |        | AhoraMadrid |
| 31  | María Isabel Martínez-Cubells Yraola     |        | PP          |
| 32  | Sergio Brabezo Carballo                  |        | C's         |
| 33  | Almudena Maíllo del Valle                |        | PP          |
| 34  | Guillermo Zapata Romero                  |        | AhoraMadrid |
| 35  | María del Mar Espinar Mesa-Moles         |        | PSOE        |
| 36  | Francisco de Borja Carabante Muntada     |        | PP          |
| 37  | Rommy Arce Legua                         |        | AhoraMadrid |
| 38  | Álvaro González López                    |        | PP          |
| 39  | Ana María Domínguez Soler                |        | C's         |
| 40  | Carlos Sánchez Mato                      |        | AhoraMadrid |
| 41  | José Manuel Dávila Pérez                 |        | PSOE        |
| 42  | José María Rotellar García               |        | PP          |
| 43  | Montserrat Galcerán Huguet               |        | AhoraMadrid |
| 44  | Ana Román Martín                         |        | PP          |
| 45  | Francisco Pérez Ramos                    |        | AhoraMadrid |
| 46  | Francisco de Borja Fanjul Fernández-Pita |        | PP          |
| 47  | María Carlota Merchán Mesón              |        | PSOE        |
| 48  | Bosco Labrado Prieto                     |        | C's         |
| 49  | Esther Gómez Morante                     |        | AhoraMadrid |
| 50  | María Carmen Castell Díaz                |        | PP          |
| 51  | José Javier Barbero Gutiérrez            |        | AhoraMadrid |
| 52  | Jesús Moreno Sánchez                     |        | PP          |
| 53  | Ramón Silva Buenadicha                   |        | PSOE        |
| 54  | Yolanda Rodríguez Martínez               |        | AhoraMadrid |
| 55  | Pedro María Corral Corral                |        | PP          |
| 56  | Silvia Elena Saavedra Ibarrondo          |        | C's         |
| 57  | José Manuel Calvo del Olmo               |        | AhoraMadrid |

## Esdeveniments posteriors

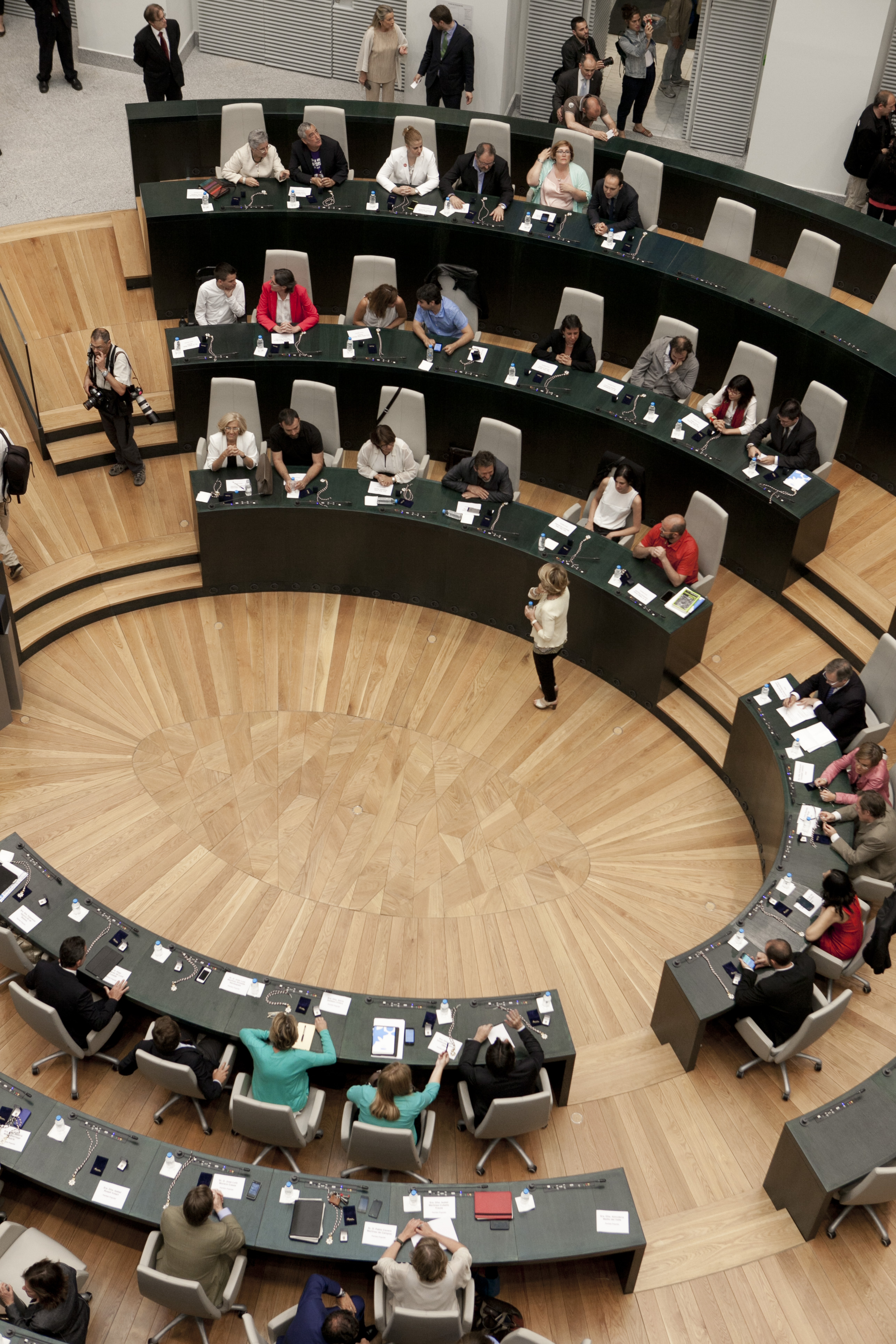
Vista del saló de plens el dia de la investidura

Ara Madrid i el PSOE van presentar el 12 de juny un acord assolit per investir Manuela Carmena com a alcalde amb el suport dels nou regidors electes del PSOE.
En la votació d'investidura que va tenir lloc en la sessió de constitució de la corporació municipal celebrada el 13 de juny de 2015 Manuela Carmena va resultar elegida alcaldessa de Madrid amb una majoria absoluta dels vots dels regidors (29 vots); Esperanza Aguirre va rebre 21 i Begoña Villacís 7.